# Emma Mackey

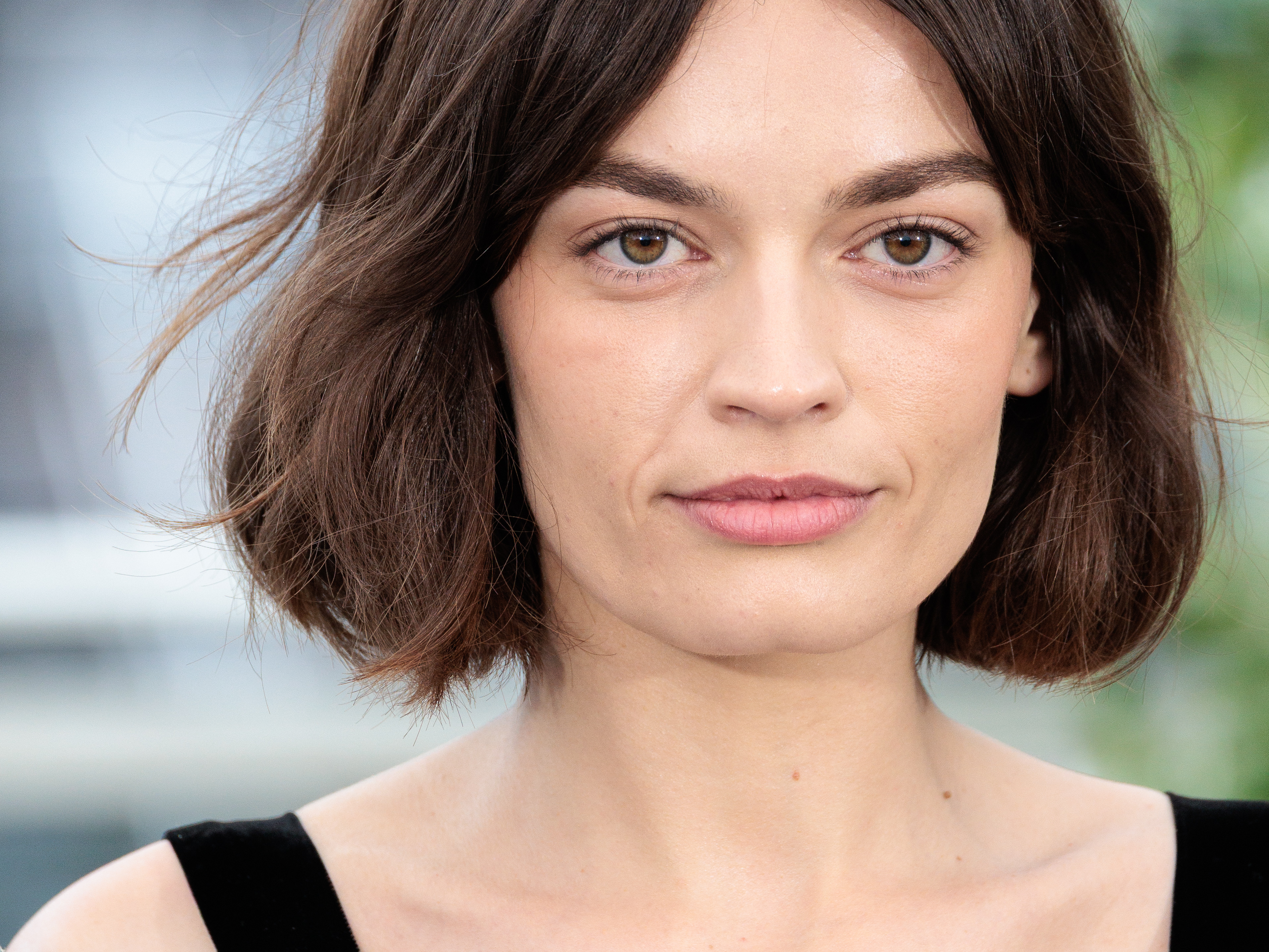
Emma Mackey (2025)

Emma Margaret Marie Tachard-Mackey (* 4. Januar 1996 in Le Mans) ist eine französisch-britische Schauspielerin und Model. Sie ist bekannt für ihre Rolle als Maeve Wiley in der Netflix-Originalserie Sex Education.

## Leben
Emma Tachard-Mackey wurde als Tochter eines Franzosen und einer Britin geboren. Sie wuchs in Sablé-sur-Sarthe auf und schloss 2013 ihre Schullaufbahn mit einem International Baccalaureate an der Académie de Nantes ab. Anschließend besuchte Mackey die University of Leeds, wo sie Englische Literatur studierte, im Workshop Theater auftrat und Theaterstücke für die Theatergruppe der Universität inszenierte.
Für die Sommerkollektion 2017 der englischen Bekleidungslinie AIDA Shoreditch stand sie Modell. Im März 2016 spielte sie die Michelle in dem Horrorfilm Badger Lane. Im Juni 2018 wirkte sie in Summit Fever mit, einem Filmdrama über zwei junge englische Bergsteiger, die im Sommer das Matterhorn, den Eiger und den Mont Blanc besteigen wollten.
Mackey spielte von 2019 bis 2023 neben Asa Butterfield und Gillian Anderson in der Serie Sex Education eine der Hauptrollen. Maeve Wiley, ihr Seriencharakter, ist ein gescheites und geschäftstüchtiges „böses Mädchen“ und Außenseiterin, das einen Mitschüler überzeugt, an ihrer Schule ein geheimes Geschäft für Sexualtherapie zu gründen. Sex Education ist die erste große Fernsehserie in Mackeys Karriere. Sie erhielt positive Kritiken für ihre Rolle.
In Frances O’Connors Spielfilmdebüt Emily (2022) übernahm sie die Titelrolle der Schriftstellerin Emily Brontë. Im Jahr 2023 wurde sie bei den BAFTA Awards für den Rising Star Award nominiert.

## Filmografie (Auswahl)
- 2016: Badger Lane (Fernsehfilm)
- 2018: Summit Fever
- 2019–2023 Sex Education (Fernsehserie, 32 Folgen)
- 2020: The Winter Lake
- 2021: Eiffel in Love
- 2022: Tod auf dem Nil (Death on the Nile)
- 2022: Emily
- 2023: Barbie
- 2025: Hot Milk
- 2025: Alpha

## Auszeichnungen
British Academy Film Award
- 2023: Auszeichnung als Beste Nachwuchsdarstellerin

British Independent Film Award
- 2022: Nominierung als Beste Hauptdarstellerin (Emily)[3]